# Eticho/Adalricus
Eticho/Adalricus, también llamado Athich, Adalrich o Chatalricus, fue investido con el Ducado de Alsacia en la época de la muerte de su predecesor Bonifacius, que algunos autores datan en el año 666.
Eticho es el fundador de la dinastía de los Eticónidas y el padre de Santa Odilia, patrona de Alsacia. También podría ser el ancestro de la Casa de Habsburgo, de la familia de Egisheim-Dagsburg, de la Casa de Baden, así como de la Casa de Lorena.

## Su nombre
La extraña denominación Eticho/Adalricus tiene una explicación: si bien el nombre completo del duque es Adalricus (escrito también en merovingio Chatalricus), comúnmente se le llama en su vida Chadich o Chatich, de acuerdo con el uso de esta época, en que se preferían a menudo diminutivos familiares a los nombres solemnes. La ch al inicio, como en Chatalricus, no tiene importancia: en el esfuerzo que hacían los romanos para articular las palabras germánicas, tendían a hacer preceder una aspiración a las vocales iniciales. La alternancia entre la t y la d en las dos formas se explica por el hecho de que el dialecto alemánico no distingue estas dos consonantes. En cuanto a la vacilación entre la c y la ch, se debe a la segunda mutación consonántica entonces en curso, en virtud de la cual la c de la lengua germánica occidental se volvió ch en alto alemán antiguo. Gracias a la celebridad del personaje, la forma hipocorística se transmitió oralmente y evolucionó en consecuencia: en el siglo IX se dice Etih, como consecuencia de la inflexión de la a bajo la influencia de la i de la sílaba siguiente. Luego la palabra fue latinizada por la adición de una o final de acuerdo con un método del que hay numerosos ejemplos para los antropónimos germánicos: en Moyenmoutier, en el siglo X, se denomina al duque de Alsacia Hetico, haciendo al genitivo Heticonis; en el siglo XII, Herrad von Landsberg, la célebre abadesa de Hohenburg, utiliza la forma Eticho. La pesada erudición del siglo XVIII añadió al radical la desinencia griega -ida. Eticónida es sin duda una forma bastarda, pero es mejor conservarla que forjar un nuevo término como Adalriciano o Liuthericiano, según el nombre del padre de Adalricus, Liuthericus, denominaciones que tampoco estarían perfectamente en regla con la fonética.

## Biografía

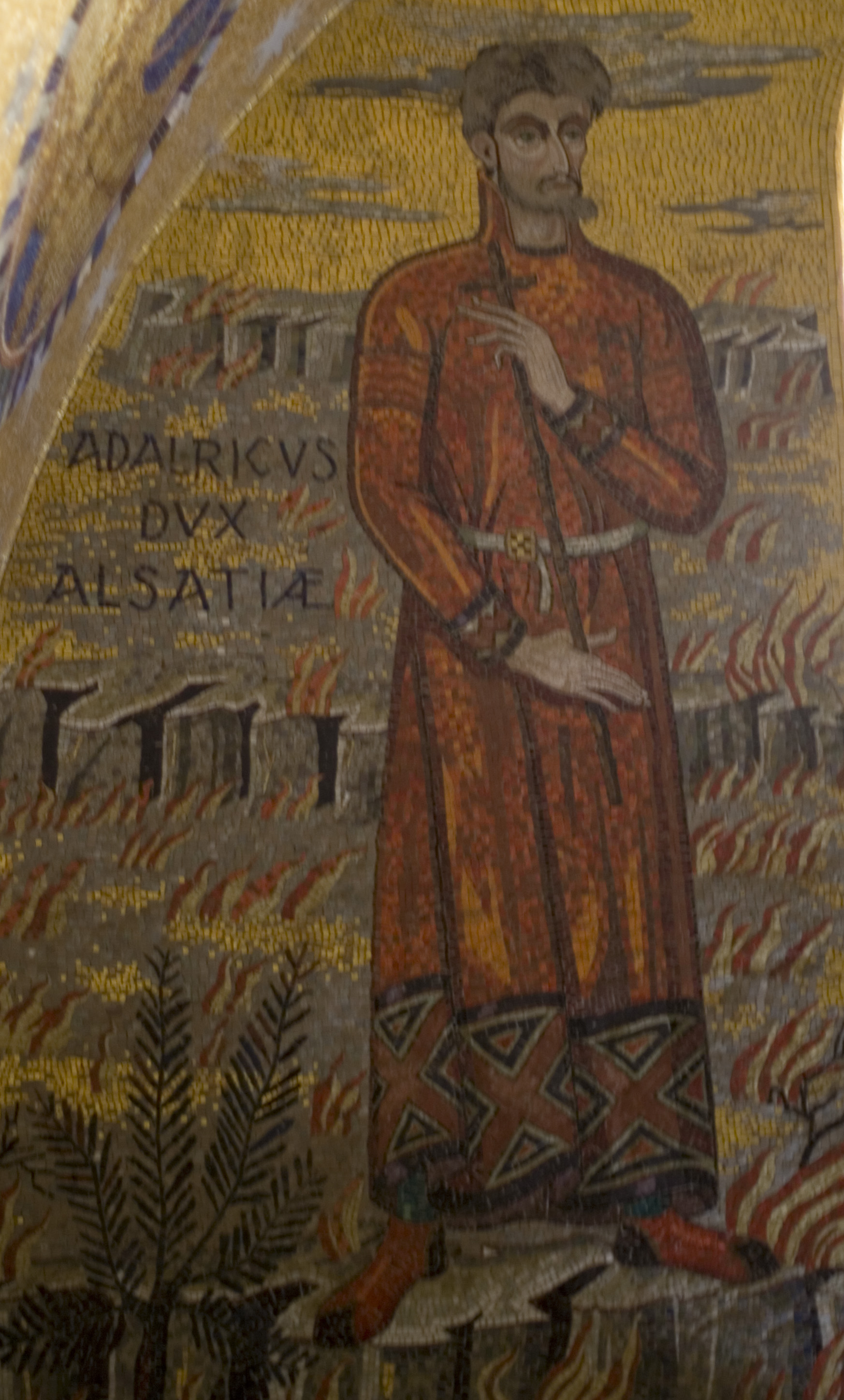
Eticho, representado en un mosaico en su bóveda del Monte de Santa Odilia

Antes de 673 no se detecta ninguna relación de Adalricus con Alsacia. Aparece en un diploma de Childerico II, rey de Austrasia, fechado el 4 de marzo de 673, donde es mencionado como Chadicho duce, y se le solicita transfiera algunas tierras a la abadía de Münster en el valle de San Gregorio en beneficio del abad Valedius.
Después de esto, hacia 675, Adalricus lleva su gobierno ducal hacia el sur, al Sornegau. Bajo el pretexto de que los habitantes de esta región eran rebeldes a su autoridad, Eticho sometió a esta región a sangre y fuego con la ayuda de guerreros alamanes. Sus acciones en esta zona meridional alamánica fueron interpretadas por Boboleno, autor de la crónica Vita Germani Abbatis Grandivallensis, como un saqueo e intervención ilegal.
El origen de Eticho/Adalricus es desconocido. Aparece aliado a los austrasianos y posiblemente incluso sea oriundo de Austrasia. De todos modos, figura indiscutiblemente entre la élite superior de los líderes francos. Junto a otros hombres de todas partes del Imperio se lo encuentra cerca de Ebroin, abandona más tarde a Teoderico III y sigue con Dagoberto II, al que con la ayuda de otros grandes coloca por algunos años en el trono de Austrasia. 
Eticho es castigado por Teoderico III con la confiscación de sus posesiones en Borgoña. La tierra de Fiélin (Fiscafelinis) fue cedida a Waldalenus, abad de Saint-Pierre de Bèze. El diploma de esta concesión dice: Merito beneficia quae possident amittere videntur, qui non solum largitoribus ipsorum beneficiorum ingrati existunt, verum etiam infideles eis esse comprobantur; está firmado por el rey Teoderico III y fechado el 4 de septiembre de 677.
Borgoña fue la primera base concreta de Adalricus. Desde allí había tratado de ganar al patriciado de Provenza, pero se vio frustrado ante Lyon.
Planes y acciones políticas muestran a Adalricus en el círculo de los nobles austrasianos, que bajo los débiles soberanos merovingios forman un elemento políticamente activo, en parte como portadores de los intereses generales de los francos, en parte como militantes de planes de poder personales. Eticho apostó probablemente su suerte a los Pipínidas, los mayordomos austrasianos, cuya subida aseguraba definitivamente también su posición. De Borgoña llega Adalricus a Alsacia para tomar el lugar del duque Bonifacius.
Acerca de los antepasados de Adalricus, la Vita Otiliae menciona como padre del dux illuster Adalricus/Etih a Liuthericus, maior domus de Childerico II (660-673). Sin embargo, no se sabe nada de este mayordomo Liuthericus. La mayor reserva a las afirmaciones de la Vita Otiliae llega con la Crónica de Ebersheim, que equipara a Liuthericus con el conocido mayordomo Leudesius, e incluso da por abuelo de Eticho al mayordomo Erquinoaldo.
Si miramos a las familias en las que aparecen los mismos nombres o similares que los Eticónidas, se destaca el matrimonio del dux Amalgarius con Aquilina, de quienes desciende - junto a Adalsinda, abadesa de Saint-Martin de Bregille y Waldelenus, el primer abad de Bèze - un Adalricus conocido en 657. Este dux Amalgarius es atestiguado desde 629/30 reiteradas veces por Fredegario. En 1119, un monje llamado Johanne, autor de la crónica de este convento borgoñón, encuentra en este mismo Amalgarius al padre del duque Adalricus/Eticho. Es probable que esta reconstrucción familiar se deba al uso del documento existente en su monasterio, conforme al cual el rey Teoderico III dona, en 677, a la abadía de Bèze propiedades confiscadas a Adalricus. Esta sospecha ha convertido a la fuente en frágil y desconfiable, aunque parece ser consistente en un primer momento con la noticia acerca del origen borgoñón de Eticho.
Otra pista conduce al noroeste, desde Alsacia al Mosa: en estrecha conexión con el monasterio lorenés de Saint-Mihiel, se sitúa al principio del siglo VIII una familia, en la que se encuentran nombres similares a los Eticónidas. Un Adalbertus tiene aquí una hija Adalsinda, la que se casa con un conde Volfaudus/Wolfoaldus, que tenía por padre a Gislaramnus. Wolfaudus, comes, vir inluster en 722/23, fue incluso llamado dux por una fuente del año 815. En 709, Wolfaudus y su esposa Adalsinda transmiten cuantiosos bienes de las regiones de Verdun/Bar a su nueva fundación de Saint-Mihiel; hacia esta época el padre de Adalsinda, Adalbertus, ya debía haber muerto. El hijo de Wolfald y Adalsinda, Garibaldus, es ungido en 710 obispo de Toul y trae al obispado su herencia completa. Sobre otros hijos de la pareja nada se conoce, tampoco son de interés para la familia de los Eticónidas, dado que el eventual parentesco de ambas casas tiene que ser buscado en la generación anterior al duque Adalricus/Eticho. Las relaciones entre los fundadores de Saint-Mihiel y la Casa de Alsacia también incluyen pruebas documentales.
El esposo de Adalsinda, el conde Wolfoald, atestigua en 728 en el documento del obispo de Estrasburgo Widegern para el monasterio eticónida de Murbach junto con el duque eticónida Liutfrid y el conde Eberhard. También atestigua aquí un Adalrico (Ego Hadalricus consensi et subscripsi); probablemente es un hermano de Adalsinda. El historiador Léon Levillain explica este parentesco dando al duque Adalricus/Eticho y Adalbertus, el padre de Adalsinda, un padre común "X".
En la nobleza franca del siglo VII, aparece un círculo de nobles del que surgen nombres Eticónidas de la primera generación, tales como Attala/Adela, Alberich, Hugo/Hugobert. El primer Hugo detectable, que se cuenta entre la nobleza merovingia, vivió a principios del siglo VII, aproximadamente dos generaciones antes que Adalricus/Eticho. En 617/18 fue probablemente mayordomo de Austrasia. Léon Levillain resuelve el problema proponiendo al mayordomo Hugo como el padre común de los supuestos hermanos Hugobert, Adalbert y Adalricus/Eticho.
A pesar de todas las discusiones acerca del origen y los antepasados de Eticho, la historia cierta comienza con la misma persona del duque Adalricus/Eticho alrededor de 670.

## Eticho y la leyenda de Santa Odilia
El carácter inquieto y colérico de Eticho ya le había hecho culpable del martirio de Germanus, abad de Granfelden, Vermes y Saint-Ursanne; este santo prelado gobernaba los tres monasterios de los cuales era abad, cuando, tocado por la violencia que el duque Eticho ejerce sobre la gente del valle y sus alrededores, se atrevió a protestar contra este señor. Su libertad le costó la vida. El duque, también indignado por sus reproches y celoso de la veneración que el santo disfrutaba en el país, ordenó a sus soldados darle muerte. Fieles a las órdenes de su amo, alcanzaron a Germanus cuando salía de la audiencia con Eticho y el abad volvía a Granfelden con Randoald, su prior. Sufrieron ambos el martirio el 21 de febrero, hacia el año 675.
Otra barbarie empañó la historia y envenenó la vida del duque Eticho.
Su esposa Berswinda, perteneciente a la familia de Leodegar, obispo de Autun, estaba embarazada. La esperanza que tenía en este embarazo era ver el nacimiento de un hijo a quien le pudiese transmitir su nombre y sus bienes. Pero ella le dio una niña, una niña ciega. Eticho no era sino un padre cruel; su crueldad estaba fortificada por los hábitos y prejuicios de su tiempo. Ordenó, en su ataque de furia, que muriera esta niña; pero Berswinda, su madre, queriendo salvarla de la ira de su marido, la confió a una nodriza leal. Pero el cuidado que se había tomado en ocultar el nacimiento de esta niña al pueblo del país y el lugar de donde procedía su nodriza, las consideraciones que se tenían para una pequeña ciega cuyos padres se mantenían en la clandestinidad, dieron ocasión de rumores que se extendieron pronto en el sentido de que se trataba de una niña de cuna noble. El secreto fue desvelado y el nacimiento dejó de ser un misterio.
La duquesa temía que estos rumores llegasen al conocimiento de su marido. Por lo tanto, decidió retirar a su hija para evitar cualquier sospecha. La envió al monasterio de Palma, llamado luego Baume-les-Nones, en el Franco Condado, no lejos de Besançon. La niña fue recibida en este asilo por la abadesa, que era amiga o incluso pariente de su madre. La providencia condujo a los santos Hidulfus y Erhard, dos hermanos; el primero, fundador de la abadía de Moyenmoutier, quien había dejado la sede de Tréveris. El segundo parece haber sido un obispo itinerante, que se cree ejercía el ministerio episcopal en Ratisbona y en Baviera. Uno la bautiza, y el otro tuvo en la fuente a la hija de Eticho. Se le dio el nombre de Odilia; y a la gracia del bautismo se une otra, cuando la niña recobra la vista.
Un gran milagro era un poderoso motivo para conducir a Odilia a dedicarse enteramente al servicio de Dios. Atrajo al monasterio de Baume las máximas más puras del cristianismo, y después de su bautismo, marchó a grandes pasos hacia el camino de la perfección. Se convirtió en un modelo de regularidad; y aunque no había hecho ningún compromiso religioso, siguió exactamente la regla, juntando las limosnas a la oración y la mortificación. La Providencia la condujo al designio que tenía para ella cuando se convierte en la gloria de su patria y ejemplo de la mayor santidad. 
Eticho se había enterado de que su hija había recibido la vista, pero su alma no permaneció menos insensible hacia quien había intentado sacrificar en la cuna. El conde Hugo, uno de sus hijos, empezó a suavizar este corazón duro y brutal en favor de su hermana. Sus demandas solicitando su retorno fueron inútiles y solo recibió rechazos. El joven conde no se desalentó, tenía la esperanza de que Eticho tuviese finalmente sentimientos más dignos de un padre, y pensó que la sola presencia de su hermana justificaría su empresa. Entonces dio órdenes secretas para traerla. 
Odilia ya se acercaba al castillo Hohenburg, donde Eticho se alojaba, cuando el duque descubrió confusamente una tropa que venía hacia la montaña. Preguntó a sus hijos qué podía ser eso. Hugo, que sobre este punto tenía especial conocimiento, reconoció a su hermana, nombró inmediatamente a Odilia, y declaró que había sido él quien la había hecho venir. Eticho, furioso por la temeridad de su hijo, se dejó llevar por toda su brutalidad. Lo atacó tan duramente que algunos autores relatan que Hugo murió algún tiempo después de sus heridas. 
Un accidente similar hizo sentir al duque el exceso de su violencia y su injusticia. La ternura paternal reanudó su curso en un corazón demasiado tiempo criminal. Bastante castigado por su propia pasión, odió las faltas que su carácter le había hecho cometer. Entonces recibió a su hija con alegría, y no deja de lado nada en función de reparar el daño causado y para reconocer el milagro que Dios había obrado en favor de Odilia.

## Las fundaciones monásticas de Eticho

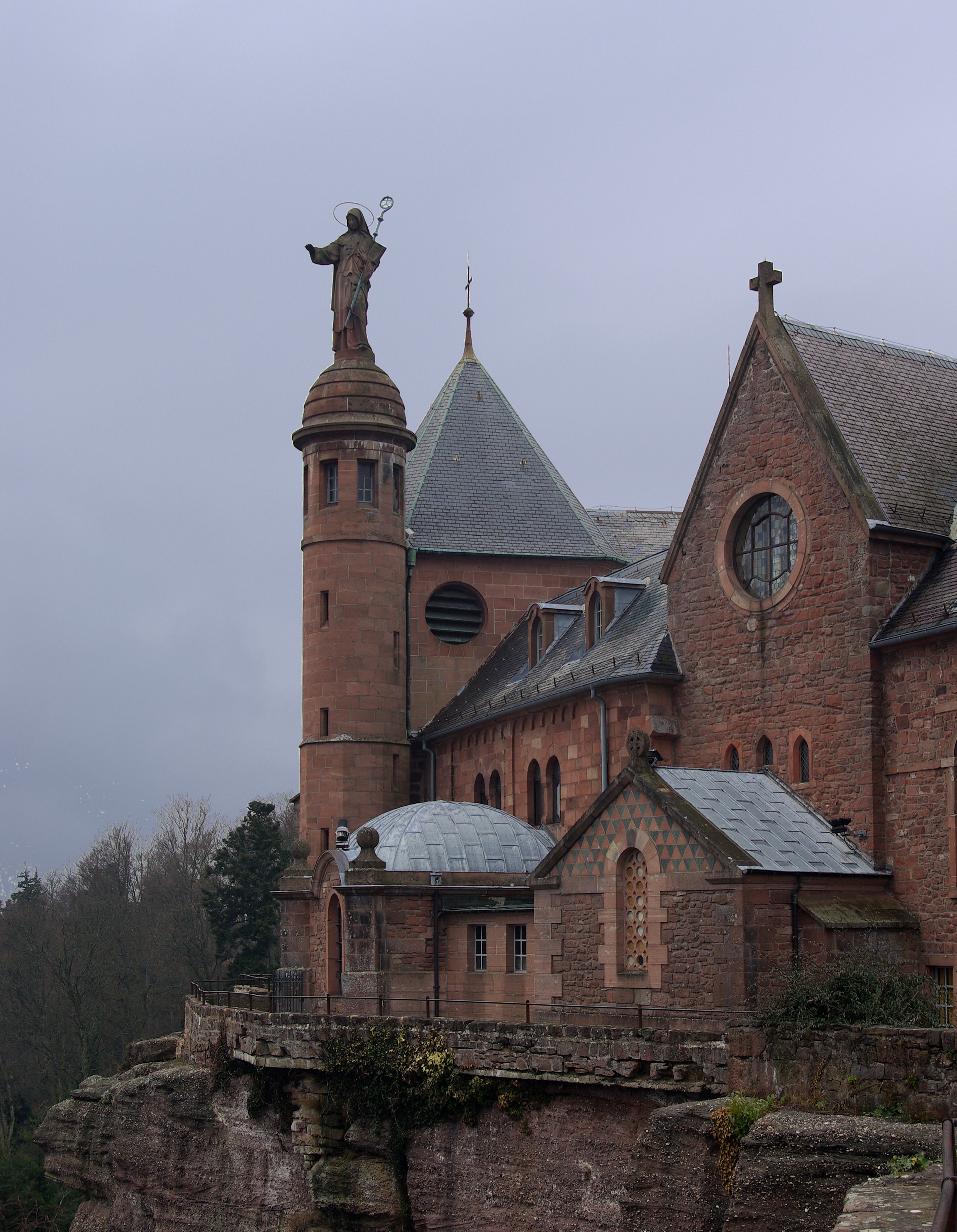
El monasterio de Hohenburg

Eticho contribuyó con Odilia a fundar sobre la cima de una alta montaña, desde donde casi se descubre toda Alsacia, y que por su situación hizo nombrar Monte de Santa Odilia, un monasterio de religiosas, que atraídas por el ejemplo y las virtudes de su fundadora, vinieron de todas partes a consagrarse a Dios. Eticho no cesó de colmar con beneficios y donaciones a este nuevo establecimiento. Le cedió la posesión entera de su castillo de Hohenburg, con todas sus rentas y todas las tierras que dependían del mismo. Al final de sus días se retiró a este monasterio junto con Berswinda, su esposa. 
En vano se ha pretendido disculpar la crueldad de Eticho hacia una hija a la que pretendió matar a partir de su nacimiento, hacia un hijo al que según las crónicas mató a sangre fría y hacia Germanus, abad de Granfelden, a quien hizo asesinar por sus soldados. Pero fundó monasterios; enriqueció a los monjes de Ebersmünster y de Moyenmoutier, incluso hasta privar a sus hijos de tres cuartos de su herencia. Los elogios no podían faltarle entonces. Las leyendas lo colmaron de estas alabanzas generales que el entusiasmo del reconocimiento produce a menudo pero no acredita. Algunos han llevado la adulación hasta darle el título de santo.
El abad Philippe-André Grandidier, en su historia de Alsacia, presenta al duque Eticho como el fundador de las abadías de Ebersmünster, Hohenburg y Niedermünster, y a sus descendientes como habiendo fundado las de Stephanskirche (Église Saint-Étienne) en Estrasburgo, Honau, Ettenheimmünster, Murbach, Masmünster, Eschau, Altdorf, Hesse, Woffenheim y Ottmarsheim: añade que los bienes inmensos que permanecieron en la Casa de Alsacia después de estas ricas dotaciones, prueban cuál fue su resplandor y su poder en los primeros siglos de la monarquía franca.

## El fin de su vida

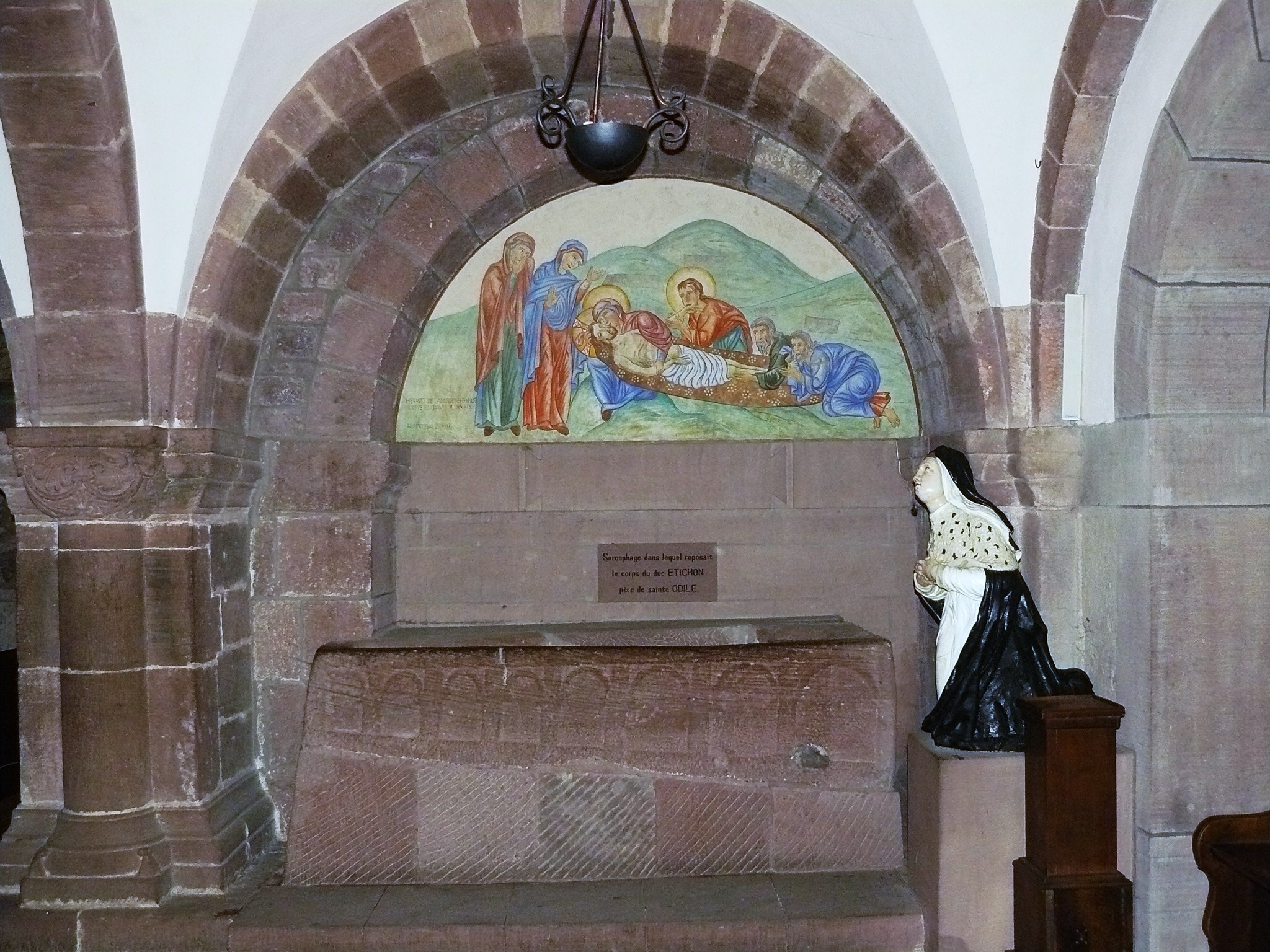
El sarcófago del duque Eticho en el monasterio de Hohenburg

El año de la muerte de Eticho no es menos incierto que el de su nacimiento. El autor de la Vita Sanctae Otiliae, autor que vivió cerca de dos siglos después de los hechos que informa, dice que se retiró con su esposa Berswinda al monasterio de Monte de Santa Odilia, fundado por él, que murió y fue sepultado allí.
Eticho aún vivía en 683 como constata el diploma dado por Teoderico III a la abadía de Ebersmünster.
Algunos autores, siguiendo la norma adoptada por los genealogistas, según la cual se conceden treinta años a cada generación, estiman que Eticho murió hacia el año 690. El abad Philippe-André Grandidier da como fecha de la muerte de Eticho el 20 de febrero de 690. El teólogo e historiador Charles Le Cointe coloca la muerte de Eticho en 693. Johann Daniel von Olenschlager data su muerte en 698, Dionysius Albrecht, prior de la Orden de Canónigos Premonstratenses, que ocupó el monte de Santa Odilia, la fija en 699 o al año siguiente.
Eticho fue enterrado en la iglesia misma con su esposa Berswinda, fallecida nueve días después que su marido.
El sarcófago de Eticho está hecho con una piedra muy dura de color gris, extraída de la misma montaña; tiene más de 1,80 m de longitud y no se considera una obra de arte, aunque sí un monumento del período franco. Este ataúd se conservó hasta el siglo XVII en la iglesia de Hohenburg. Pero cuando, en 1546, el monasterio fue devorado por un incendio, todo quedó enterrado bajo los escombros hasta que, en 1617, el archiduque Leopoldo hizo reparar el claustro. En ese momento, el ataúd fue llevado a la capilla de los Ángeles (die Engelskapelle), con vistas a un enorme precipicio, y fue incrustado en la pared. A lo largo del tiempo, se extrajeron la mayor parte de los huesos de Eticho del ataúd que los contenía y fueron transportados al monasterio de Ebersmünster.
Esta tumba es un monumento respetable, porque contiene el cuerpo de alguien que ha dado tanto emperadores a Alemania, como soberanos a Austria y Lorena y héroes a Europa. El emperador Maximiliano, según Jean Ruyr, incluso celebraba el honor de descender de la línea de Santa Odilia.

## Matrimonio y descendencia
La esposa de Eticho/Adalricus es, según la Vita Sanctae Otiliae y la Crónica de Ebersheim, Berswinda (Bersuinda/Perethsinda/Bersinda). La Vita Sanctae Otiliae la llama ex nobilissimis progenitoribus orta; según esta crónica, Berswinda pertenece a la familia de San Leodegar. 
Dos manuscritos de la primera versión de Vita Sanctae Otiliae dan como variantes el complemento que la esposa de Eticho sería soror beatissimae Sigrandae, matris ipsius sanctissimi Leodegarii, mientras que el Chronicon Ebersheimense la hace hija de la hermana de Leodegar (Berswindam, filiam sororis sancti Leodegarii episcopi et martiris). 
Sobre la relación directa con Leodegar no existen dudas. Leodegar era grandemente venerado en la familia de Eticho. Eberhard dedicó en 727 su nueva fundación en Murbach a este mártir. También la comparación de nombres da alguna muestra de apoyo: el nombre Bodilo en la familia de Leodegar versa en Bodolus, el nieto de la pareja Adalricus-Berswinda, y tal vez la sílaba Liut-/Leod- de la familia de los Eticónidas deriva de Leodegar. Sin embargo, falta una garantía documental del origen de Berswinda. Tanto para Eticho/Adalricus, como para su esposa Berswinda se encuentran lagunas, y la oposición en las declaraciones de las fuentes no ha permitido encontrar seguridad definitiva sobre la cuestión de sus ancestros.
Un cartulario del siglo XV concerniente al monasterio de Honau y titulado Bisthumb Honaw ya hacía mención a la genealogía de Eticho y daba los nombres de Adelbertum, Battichonem, Hugonem, Hechonem como los cuatro hijos de Adalrici ducis vel alio nomine Hettichonis y sanctam Otiliam como su hija:
1. Adalbert († antes del 11 de diciembre de 723), duque de Alsacia (683-722/723); ∞ I Ingina/Gerlindis; ∞ II Bathildis
2. Odilia, primera abadesa de Hohenburg
3. Batticho († antes de 723)
4. Hugo († antes de 747); conde
5. Eticho/Haicho; conde; ∞ Ganna